# Крокетт (округ, Техас)
Шаблон:StateAbbr_ 30°44′ пн. ш. 101°25′ зх. д. / 30.73° пн. ш. 101.41° зх. д.
Округ Крокетт (англ. Crockett County) — округ (графство) у штаті Техас, США. Ідентифікатор округу 48105.

## Історія
Округ утворений 1875 року.

## Демографія
За даними перепису 2000 року загальне населення округу становило 4099 осіб, зокрема міського населення було 3005, а сільського — 1094. Серед мешканців округу чоловіків було 2031, а жінок — 2068. В окрузі було 1524 домогосподарства, 1114 родин, які мешкали в 2049 будинках. Середній розмір родини становив 3,19.
Віковий розподіл населення поданий у таблиці:
| Стать    | До 15 років | 15-21 | 22-29 | 30-39 | 40-49 | 50-65 | 65-85 | Понад 85 |
| -------- | ----------- | ----- | ----- | ----- | ----- | ----- | ----- | -------- |
| Чоловіки | 479         | 208   | 168   | 253   | 340   | 354   | 205   | 24       |
| Жінки    | 474         | 208   | 158   | 259   | 329   | 341   | 242   | 57       |

## Суміжні округи
- Аптон — північ
- Рейган — північ
- Іріон — північний схід
- Шлайхер — схід
- Саттон — схід
- Вал-Верде — південь
- Террелл — південний захід
- Пекос — захід
- Крейн — північний захід

## Виноски
1. ↑  https://web.archive.org/web/20180216143221/http://publications.newberry.org/ahcbp/documents/TX_Individual_County_Chronologies.htm
2. ↑  U.S. Decennial Census. United States Census Bureau. Архів оригіналу за 26 квітня 2015. Процитовано 21 квітня 2015.
3. ↑  Texas Almanac: Population History of Counties from 1850–2010 (PDF). Texas Almanac. Архів оригіналу (PDF) за 26 лютого 2015. Процитовано 21 квітня 2015.
4. ↑  State & County QuickFacts. United States Census Bureau. Архів оригіналу за 1 грудня 2015. Процитовано 9 грудня 2013.(англ.) Наведено за англійською вікіпедією.
5. ↑  American FactFinder. Бюро перепису населення США. Архів оригіналу за 29 липня 2011. Процитовано 31 січня 2008.

| США | Це незавершена стаття з географії США. Ви можете допомогти проєкту, виправивши або дописавши її. |